# Blu del Barrio
Blu del Barrio, pseudonimo di Julia Gutierrez del Barrio (Topanga, 15 settembre 1997), è un'attrice statunitense, attiva a teatro, al cinema e in televisione.
È nota per aver interpretato il personaggio di Adira Tal in Star Trek: Discovery, sesta serie live action del franchise di fantascienza Star Trek. È la prima attrice non binaria che appare nel franchise. L'attrice è una sostenitrice dei diritti transgender e si batte per una corretta rappresentazione di persone transgender nei media popolari.

## Biografia
Blu del Barrio è nata come Julia Gutierrez del Barrio il 15 settembre 1997 a Topanga, nel sud della California. Ha studiato danza e teatro fin dall'infanzia in California, prima di trasferirsi nel Regno Unito per studiare alla London Academy of Music and Dramatic Art (LAMDA), dove si è diplomata nel 2019. È qualificata nel combattimento scenico, nella danza e nel canto, avendo recitato a teatro e in alcuni cortometraggi fin dall'età di sette anni.
Nel settembre del 2020 viene annunciato che l'attrice si sarebbe unita al cast di Star Trek: Discovery, sesta serie live action del franchise di fantascienza Star Trek, nei panni di Adira Tal, a partire dalla terza stagione della serie. Blu del Barrio ha affermato di sentire una certa affinità con il suo personaggio, altamente intelligente e introverso e con quelle che considera "emozioni da cucciolo". Blu del Barrio è il primo attore dichiaratamente non binario di Star Trek, così come Adira Tal, il primo personaggio non binario che appare nel franchise.
Nel 2020, Blu del Barrio ha rivelato al redattore di GLAAD Nick Adams:
Nello stesso anno, conversando con Adam B. Vary di Variety, gli showrunner di Discovery Alex Kurtzman e Michelle Paradise, hanno ammesso di essere responsabili dell'inserimento nella serie di storie con protagonisti personaggi transgender e non binari e che scegliere Blu del Barrio per la parte di Adira è stata una scelta facile, arrivando persino a modellare su di lei il personaggio stesso, così da adattarlo a quella che definiscono una persona fantastica.
Nella medesima serie Ian Alexander interpreta il Trill Gray Tal, sebbene originalmente abbia sostenuto il provino per interpretare Adira, un personaggio che Vary ha descritto come "avatar per la rappresentazione LGBTQ su Star Trek" e l'amante di Adira. Grazie all'interpretazione data ai personaggi da Nick Adams, sia Ian Alexander che Blu del Barrio si sono resi conto della potenza che quegli episodi caratterizzati dalla rappresentazione queer avevano.
Blu del Barrio ha citato Lachlan Watson, Indya Moore, Bex Taylor-Klaus, Theo Germaine, Asia Kate Dillon e Brigette Lundy-Paine come modelli non binari per la sua carriera. L'attrice ha inoltre espresso il desiderio di recitari in un film di Tim Burton e le piacerebbe collaborare con film indipendenti a relativo basso budget.

## Vita privata
Blu del Barrio ha fatto coming out, rivelando di essere non binaria, nel 2019 e dal febbraio 2022 ha iniziato a usare il pronome they singolare in inglese per riferirsi a sé stessa. Per tutta la vita, Blu del Barrio ha avuto difficoltà nel riconoscersi in un genere specifico, rendendosi conto che sarebbe potuta essere non binaria dopo aver visto Lachlan Watson in televisione. Essere scelta per interpretare un personaggio non binario in Star Trek: Discovery l'ha aiutata a dichiararsi pubblicamente come tale. Dal 2019 ha inoltre scelto di adottare il nome di Blu in onore del suo colore preferito fin dall'infanzia.
Blu del Barrio si definisce una nerd introversa a cui piace stare da sola, adora guardare film, giocare con i videogiochi, fotografare e giocare a Dungeons & Dragons con gli amici. Membri del cast di Discovery, tra cui Blu del Barrio il membro del cast regolare Noah Averbach-Katz (che svolgeva il ruolo di dungeon master), Anthony Rapp, Ian Alexander, Mary Wiseman, Emily Coutts e il fidanzato di Rapp, Ken Ithiphol, hanno iniziato a giocare a Dungeons & Dragons insieme durante le riprese della quarta stagione della serie e, su richiesta, trasmettere in streaming le proprie partite come Disco Does DnD su Twitch. Dopo essersi unita al cast di Star Trek: Discovery con il collega attore Ian Alexander, Blu del Barrio si è sentita un po' sopraffatta, in parte a causa di una sensazione di sindrome dell'impostore, poiché credeva che qualcuno con più esperienza di lei avrebbe potuto ricoprire il ruolo in modo migliore, esprimendo gratitudine nei confronti di Ian Alexander per la sua presenza e il suo sostegno.
Blu del Barrio è un'accesa sostenitrice dei diritti transgender e ha affermato a Nick Addams, direttore della rappresentanza transgender presso GLAAD nel 2020, che "non solo è importante che parliamo delle nostre esperienze, è necessario farlo. Le persone devono sapere chi siamo" e, ha continuato, sostenendo: "voglio che la gente capisca che noi ci adattiamo, ma non rientriamo nello stretto vincolo di genere binario che la nostra società ha creato". del Barrio crede che "le persone non binarie meritino di vivere in un mondo in cui si sentano a loro agio".
Blu del Barrio è bilingue, essendo madrelingua tanto spagnola quanto inglese, ed è un'esperta praticante di paddleboarding.

## Filmografia

### Attrice

#### Cinema
- The Listener, regia di Steve Buscemi (2022)
- Blonsh, regia di James Werner - cortometraggio (2023)
- I'm in love with Edgar Allan Poe, regia di Andrea A. Walter - cortometraggio (2024)

#### Televisione
- Star Trek: Discovery - serie TV, 23 episodi (2023-2024)

### Doppiatrice

#### Televisione
- Star Trek Logs - serie TV, episodio 2x09 (2021)
- The Owl House - Aspirante Strega (The Owl House) - serie animata, episodio 2x15 (2022)
- Max and the Midknights - serie animata, episodio 1x01 (2024)

#### Videogiochi
- Starfield, regia di Todd Howard (2023)

## Trasmissioni televisive
- The Ready Room - talk-show (2020-2021) - ospite
- Ok! TV - talk show (2022) - ospite
- Dirty Laundry - game show (2022) - concorrente

## Teatro
- Duchess of Malfi, regia di Rodney Cottier, LAMDA, Londra
- Hippolytus, regia di John Baxter, LAMDA, Londra
- Kin, regia di Gretchen Egolf, LAMDA, Londra
- Natasha, Pierre & The Great Comet of 1812, regia di Louise Shephard, LAMDA, Londra
- The Man of Mode, regia di Beth Vyse, LAMDA, Londra
- The White Devil, regia di Rodney Cottier, LAMDA, Londra
- The Winter's Tale, regia di Phillip Edgerly, LAMDA, Londra
- Three Days in the Country, regia di Mary Papadima, LAMDA, Londra
- Three Sisters, regia di Caroline Leslie, LAMDA, Londra
- Otis & Eunice, regia di Mabel Aitken, Ian Morgan e AJ Quinn, LAMDA, Londra (2019)

## Doppiatrici italiane
Nelle versioni in italiano delle opere in cui ha recitato, Blu del Barrio è stata doppiata da: 
- Lucrezia Marricchi in Star Trek: Discovery[20]